# Diplacodon
Diplacodon ist eine heute ausgestorbene Gattung aus der Familie der Brontotheriidae. Sie lebte vor 49 bis 42 Millionen Jahren im ausgehenden mittleren Eozän, der überwiegende Teil der Fossilien wurde dabei im nordwestlichen Teil der USA entdeckt. Der Brontotherienvertreter erreichte nicht die Größe der späteren und bekannteren Formen, war aber mit zwei markanten knöchernen Hörnern auf der Schnauze ausgestattet und ernährte sich von weichem Pflanzenmaterial. Die Erstbeschreibung der Gattung geht auf das Jahr 1875 zurück und wurde von Othniel Charles Marsh getätigt.

## Merkmale
Diplacodon war ein großer Vertreter der Brontotherien, erreichte aber nicht die Ausmaße der späteren Gattungen wie Megacerops oder Embolotherium. Große Individuen erreichten eine Schädellänge von 72 cm, kleinere in der Regel von 50 bis 61 cm. An den Jochbeinbögen wies dieser eine Weite von bis zu 46 cm auf. Typisch für horntragende Brontotherien war der Schädel an der Stirnlinie stark gesattelt mit einem nach hinten etwas verlängerten Hinterhauptsbein. Seitlich verliefen deutliche parasagittale Rücken. Vor allem im Bereich des Stirn- und Nasenbeins besaß der Schädel eine große Breite und wirkte dadurch sehr massiv. Das Nasenbein war lang ausgestreckt und leicht nach vorn abwärts zeigend, endete aber meist noch kurz vor dem Zwischenkieferknochen, die Seitenränder waren typischerweise nach oben gebogen. Die charakteristischen, langovalen bis runden, knöchernen Hörner saßen oberhalb der Orbita, welche sich wiederum weit vorn im Schädel oberhalb des ersten und zweiten Molaren befand. Die Hörner ragten in einem Winkel von 45° schräg nach vorn und setzten sich aus dem hinteren Ende des Nasen- und dem vorderen des Stirnbeins zusammen; im Gegensatz zu anderen mit Hörnern ausgestatteten Brontotherien waren diese beiden Knochen aber vollständig verwachsen. Der Zwischenkieferknochen besaß einen deutlich nach unten gerichteten Verlauf. Der zwischen diesem Knochen und dem Nasenbein liegende Naseninnenraum hatte eine enorme Ausdehnung und reichte bis zum letzten Prämolaren.
Der Unterkiefer ist weniger gut bekannt, ein vollständiges Exemplar erreichte eine Länge von 53 cm. Die Symphyse, die bis zum hintersten Prämolaren reichte, war auf der Unterseite nach oben gerichtet und formte so ein Kinn mit einem Winkel von 45°. Insgesamt war der Unterkieferkörper recht massiv ausgebildet. Wie die meisten Brontotherien besaß auch Diplacodon die vollständige Säugetierbezahnung, so dass die Zahnformel folgendermaßen lautete: {\displaystyle {\frac {3.1.4.3}{3.1.4.3}}}. Die Schneidezähne waren klein und kugelig geformt und bildeten im Unterkiefer einen geschlossenen Bogen. Bei den oberen Schneidezähnen befand sich zwischen den beiden vordersten (I1) eine kleine Lücke. Der sich meist unmittelbar anschließende Eckzahn – im Oberkiefer trat teilweise aber auch eine kleine Lücke auf – hatte eine konische Form und war bis zu 2,5 cm hoch. Zur hinteren Bezahnung bestand ein bis zu 5 cm weites Diastema. Die Backenzähne wiesen niedrige (brachyodonte) Zahnkronen auf, wobei die Zahngröße von vorn nach hinten deutlich zunahm: Der vorderste Prämolar wurde nur rund 1,5 cm lang, der letzte Molar hingegen 7,5 cm. Bis auf den ersten Vorbackenzahn waren alle Zähne des hinteren Gebisses deutlich molarisiert und glichen so den Molaren. Markant war der für Brontotherien typische, W-förmig gestaltete Verlauf des Zahnschmelzes auf den Kauoberflächen der Oberkiefermolaren. Die gesamte hintere Zahnreihe erreichte rund 23 cm Länge.

## Fossilfunde
Der überwiegende Teil der Funde stammt aus dem Nordwesten der USA. Die Fundstücke umfassen fast ein Dutzend Schädel und Schädelfragmente sowie ein halbes Dutzend Unterkiefer und sind alle in das ausgehende Mittlere Eozän (lokalstratigraphisch Uintan) vor 48 bis 42 Millionen Jahren zu stellen. Allerdings wurden Schädel und Unterkiefer zusammen nur selten entdeckt. Als Typuslokalität gilt das Myton Member der Uinta-Formation im Uinta-Becken im US-Bundesstaat Utah, wo auch der zur Erstbeschreibung der Gattung dienende Schädelfund entdeckt wurde. Aus der gleichen geographischen Region und stratigraphischen Position stammt auch ein Schädel, der zusammen mit einem Teil der nur eher spärlich überlieferten postcranialen Skelettelemente überliefert wurde, welche zusammen 1934 ihre Publikation erfuhren und im Carnegie Museum of Natural History lagern. Ein weiterer nahezu vollständiger Schädel eines extrem großen Vertreters kam im oberen Abschnitt der Wiggins-Formation der Absaroka Range im Hot Springs County des nordwestlichen Wyoming zu Tage und wurde 1982 entdeckt. Zeitlich ist er ebenfalls in das ausgehende Mittlere Eozän zu stellen. Etwas jünger wird ein Zahnfund aus dem unteren Abschnitt der Duchesne-River-Formation im nordöstlichen Utah eingestuft.

## Paläobiologie
Anhand anatomischer Abweichungen konnte ein Geschlechtsdimorphismus herausgearbeitet werden. Dieser besteht vor allem in deutlich variierenden Horngrößen und unterschiedlich stark ausgebildeten Jochbeinbögen, welche bei männlichen Tieren wohl stärker ausgeprägt waren als bei weiblichen. Auch die Eckzähne hatten schwankende Größen, jedoch ist dieser Dimorphismus hier nicht ganz so deutlich ausgebildet wie etwa bei Embolotherium oder Megacerops. Anhand mikroskopisch untersuchter Abnutzungsspuren an den Backenzähnen konnte ermittelt werden, dass sich die Tiere von weicher Pflanzenkost ernährten, worauf auch die niedrigen Zahnkronen hinweisen. Da das Abnutzungsmuster aber etwas abweicht von heutigen Laubfressern, scheint Diplacodon ähnlich wie andere Brontotherien bei seiner Nahrungsaufnahme sehr wählerisch vorgegangen zu sein.

## Systematik
Diplacodon ist eine Gattung aus der Familie der Brontotheriidae (ursprünglich Titanotheriidae). Die Brontotherien sind aufgrund ihres charakteristischen Zahnbaus in die Nähe der heutigen Pferde zu stellen. Dabei repräsentiert Diplacodon innerhalb der Brontotherien ein Mitglied der Unterfamilie der Brontotheriinae und der Zwischentribus der Brontotheriita, die wiederum zur Tribus der Brontotheriini gehört, einem der stammesgeschichtlich modernen Zweigen der Familie. Die Tribus der Brontotheriini war ursprünglich von Bryn J. Mader als Unterfamilie der Telmatheriinae geführt worden und enthielt alle nordamerikanischen Brontotherien, die über ausgeprägte Hornansätze verfügten, später benannte er diese aber in Brontotheriinae um. Matthew C. Mihlbachler setzte diese Unterfamilie in der Interpretation nach Mader im Jahr 2008 auf den Rang der Tribus und trennte mit den Brontotheriita die weitgehend nordamerikanischen Brontotherien mit ausgebildeten paarigen und recht weit auseinander stehenden Hörnern ab. In die nähere Verwandtschaft gehören somit Parvicornus, Dianotitan und Pachytitan, letzteres stellt das Schwestertaxon dar. Diese Zwischentribus steht den Embolotheriita mit Embolotherium gegenüber, welche die eher eurasischen Formen umfassen und die in der Regel eng zusammenstehende Hörner oder nur ein einzelnes, verwachsenes und teilweise als Rammbock ausgebildetes Horn besitzen.
Heute werden zwei Arten unterschieden:
- D. elatus Marsh, 1875
- D. gigan Mihlbachler, 2011

Weitere Arten dieser Gattung wurden von O. A. Peterson 1914 mit Diploceras osborni, später auch als Eotitanotherium osborni geführt, und 1934 mit D. progressum benannt. Mader verwies letztere im Jahr 2000 zur Gattung Pseudodiplacodon. Da die Unterschiede meist nur auf spezifischen Horn- und Zahnvariationen beruhten, werden beide Arten heute zu D. elatus gestellt. Eine weitere Art, D. emarginatum, die 1895 von John Bell Hatcher benannt wurde, ist heute zu Protitanotherium zu stellen. Die erst 2011 beschriebene Art D. gigan – der Artname geht auf das riesige, gehörnte Monster „Gigan“ aus dem Godzilla-Film Frankensteins Höllenbrut aus dem Jahr 1972 zurück – ist eine gegenüber D. elatus extrem große Form, die diese um etwa 20 % übertraf.
Die Erstbeschreibung von Diplacodon nahm Othniel Charles Marsh im Jahr 1875 vor. Sie basierte auf einigen Funden, die sich im Peabody Museum of Natural History der Yale University befinden und die Marsh bei Expeditionen ins Uinta-Becken in Utah im Jahr 1870 gefunden hatte. Der Holotyp (Exemplarnummer YPM 11180) umfasst einen Schädel, der in zwei Teile zerbrochen war und über die nahezu vollständige Bezahnung verfügt.